# Baukultur

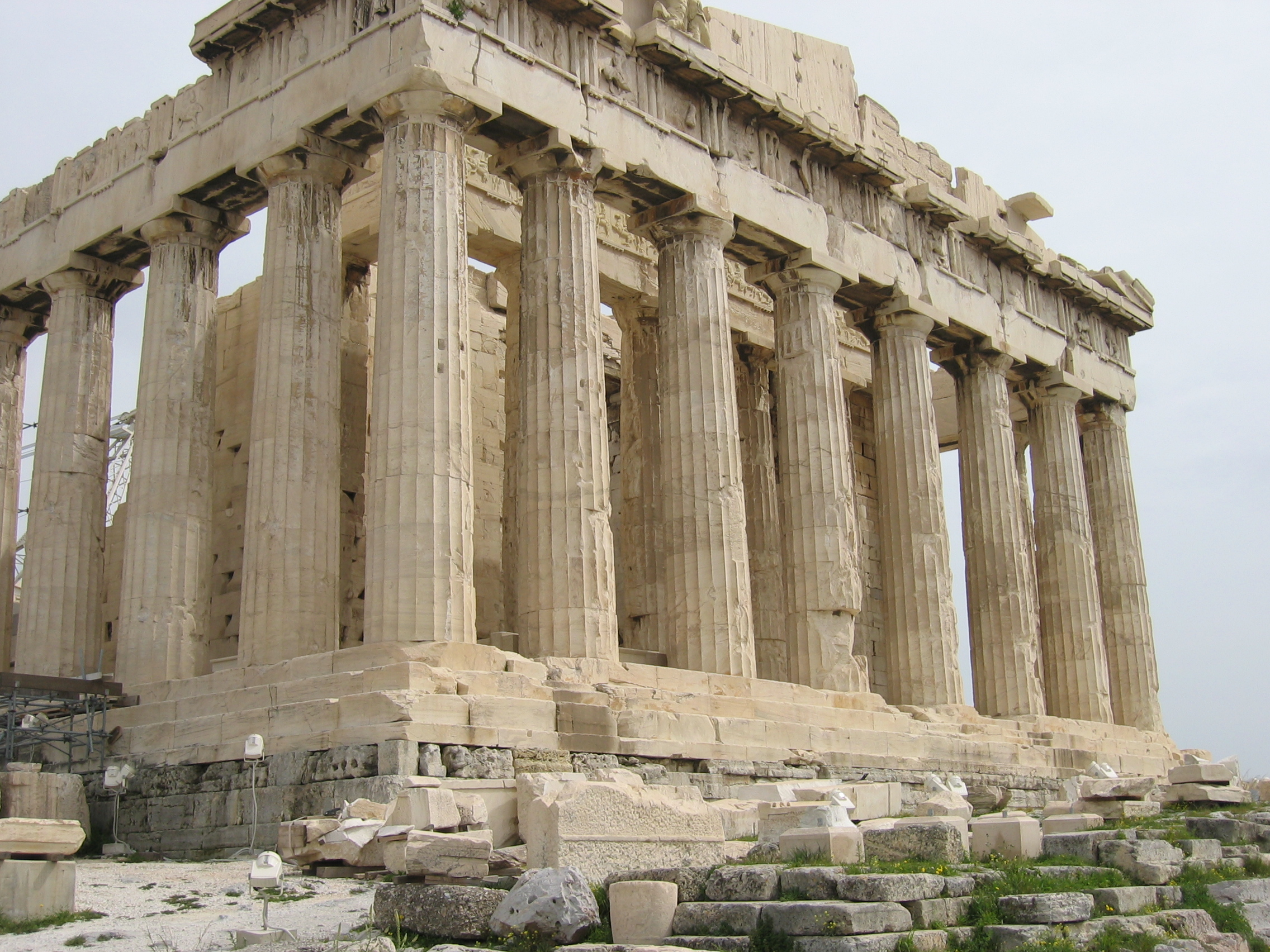
Antike Bauwerke wie der Parthenon in Athen gelten als klassische Symbole für Baukultur

Baukultur beschreibt die Summe menschlicher Leistungen, natürliche oder gebaute Umwelt zu verändern. Anders als die Architektur (Baukunst) beinhaltet die Baukultur sämtliche Elemente der gebauten Umwelt; Baukultur geht über die Errichtung und Gestaltung einzelner Gebäude weit hinaus und umfasst beispielsweise auch den Städtebau und die Ortsplanung, die Gestaltung von Verkehrsbauwerken durch Ingenieure sowie insbesondere auch die Kunst am Bau und die Kunst im öffentlichen Raum. Als erweiterter Kulturbegriff stützt sich die Baukultur meist auf die Geschichte und Tradition eines Landes oder einer Region.
Das Thema betrifft nicht nur professionelle Planer und Gestaltungsbeiräte, sondern alle Menschen, die mit gebauter Umwelt konfrontiert sind. Auch die Verantwortung für die Qualität der gebauten Umwelt liegt nicht allein bei den Fachleuten, sondern ist eine gesamtgesellschaftliche.

## Deutschland
In den letzten Jahren wurde der Begriff „Baukultur“ vor allem im Zusammenhang mit der Initiative Architektur und Baukultur bekannt, die eine Hebung des Niveaus der Baukultur anstrebte. Angestrebtes Ergebnis des politischen Prozesses war die Einrichtung einer Bundesstiftung Baukultur (analog zur Deutschen Stiftung Denkmalschutz). Das Gesetz zur Errichtung der Bundesstiftung Baukultur hat am 24. November 2006 den Bundesrat passiert und ist zum Jahreswechsel 2006 / 2007 in Kraft getreten. Am 21. September 2007 trafen sich in Potsdam 324 wahlberechtigte Akteure aller Disziplinen des Planens und Bauens sowie der Kunst zum Gründungskonvent der Stiftung. Mit dem Konvent hat die Bundesstiftung Baukultur ihre Arbeit aufgenommen.
Die Baukultur ist wie die Kultur insgesamt zentrales Aufgabenfeld der Länder; entsprechend organisieren sich in den einzelnen Ländern Netzwerke, Zentren oder Foren zur Baukultur, beispielsweise das Bremer Zentrum für Baukultur (b.zb) oder das Netzwerk Baukultur Niedersachsen. In Nordrhein-Westfalen hat sich die Baukultur mit der Landesinitiative StadtBauKultur NRW und ihrer Geschäftsstelle schon überregional organisatorisch verfestigt. Unterhalb der Landesebene bestehen zahlreiche regionale und lokale Netzwerke zur Baukultur.

## Österreich
Auch Österreich hat eine international beachtete Architekturpolitik. Seit 1992 gibt es in der Kunstsektion des Bundes eine eigene Abteilung für Architektur und Design, die sich für die Förderung zeitgenössischer Architektur einsetzt. Außerdem gibt es die Architekturstiftung, die von regionalen Architekturforen und Institutionen sowie von Vereinigungen der Architekten auf Bundesebene getragen wird. Sie ist eine Plattform für die regionalen Architekturhäuser. Eine weitere Einrichtung ist die Plattform für Baukulturpolitik. Deren Mitglieder kommen aus den folgenden drei Säulen: Berufsvertretung/Interessensgemeinschaften, Ausbildung und Vermittlung. Ein großer Erfolg der Plattform ist der parlamentarische Beschluss zur Erstellung eines Baukulturreportes. Dieser wurde von der ARGE Baukulturreport koordiniert und am 9. Juli 2007 von der Bundesministerin für Unterricht, Kunst und Kultur, Claudia Schmied, der Öffentlichkeit präsentiert. Im Herbst 2007 wurde vom Parlament die Fortführung des Baukulturreportes in 5-jährigem Intervall beschlossen ebenso wie die Installierung eine Beirates für Baukultur im Bundeskanzleramt.
Von privater Seite ist seit dem Jahre 2000 die Gemeinnützige Österreichische Baukultur-Privatstiftung aktiv. Als Vorbild dient der National Trust in Großbritannien. Ziel der Baukulturstiftung ist der Erwerb und die Sanierung bedrohter, baukulturell wertvoller Objekte. Derzeit befinden sich fünf Objekte im Eigentum der Stiftung und sind zum Teil der Öffentlichkeit zugänglich. Die Stiftung steht in intensivem Kontakt mit Wissenschaft und Politik und strebt eine wesentliche Ausweitung der Aktivitäten an.

## Schweiz
In der Schweiz bezieht sich das Verständnis von Baukultur bisher vor allem auf die Vergangenheit, konkret auf das baukulturelle Erbe in Form von Heimatschutz und Denkmalpflege. Dass unter Baukultur auch das aktuelle Baukulturschaffen zu verstehen ist, muss sich erst noch durchsetzen. Ein frühes Zeichen der Wertschätzung des baukulturellen Erbes seitens der Eidgenossenschaft ist der Bundesbeschluss zum Schutz historischer Denkmäler von 1886. Im Jahr 1962 erhielt der Natur- und Heimatschutz sogar Verfassungsrang. Ein eigenes Bundesgesetz über den Natur- und Heimatschutz folgte 1966 (zuletzt revidiert 1995).
Damit zeitgenössische Baukultur gleichzieht mit dem baukulturellen Erbe, hat der Schweizerische Ingenieur- und Architektenverein SIA im März 2010 den Runden Tisch Baukultur Schweiz lanciert, welcher im Juni 2011 ein „Manifest zur Baukultur“ veröffentlichte.

## Weitere Länder
In vielen europäischen Ländern gibt es seit Jahren eine aktive nationale Architekturpolitik, die politische und gesetzliche Rahmenbedingungen schafft. Die Regierungen haben offenbar die Bedeutung der Baukultur realisiert und versuchen mit verschiedensten Mitteln, diese zu fördern und im Bewusstsein der Öffentlichkeit zu verankern. Einige Beispiele:
- In Frankreich wurde schon 1977 ein Architekturgesetz erlassen, das ein öffentliches Interesse an Architektur festschreibt. Weitere Gesetze folgten, heute hat Frankreich eine umfassende Gesetzgebung zur Qualität öffentlicher Bauten.
- Die Niederlande starteten 1987 das Programm Ruimte voor Architectuur, das die kulturelle Komponente der Architektur stimulieren und die Qualität heben sollte. Als ein Ergebnis entstanden wichtige Institutionen (NAI, Berlage Institut), ein Rijksbouwmeester agiert auf nationaler Ebene als eine Art Supervisor.
- In Schweden wurden Klauseln in die Gesetzgebung eingearbeitet, die eine ästhetische Komponente aller Baumaßnahmen einfordern. 2001 fand in Schweden das „Jahr der Architektur“ mit zahlreichen Kampagnen und Aktionen statt.

## Europäische Ebene
Auch auf gesamteuropäischer Ebene gibt es Bemühungen um die Baukultur: am 27. Oktober 2000 wurde während der französischen EU-Ratspräsidentschaft eine Resolution zur Qualität der Architektur verabschiedet.
Das European Forum for Architectural Policies entstand auf Initiative der finnischen und französischen Behörden im September 1999. Es stellt eine europäische Plattform dar, um im Architekturbereich arbeitende Fachleute und Institutionen zusammenzubringen und eine europäische Charta zur Architektur zu entwickeln. Zur Förderung der Baukultur auf europäischer Ebene ist folgendes vorgesehen:
- Einrichtung eine interministeriellen Organs auf Europaebene als Ansprechpartner bei der Europäischen Kommission
- stärkere Einbeziehung des Themas Architekturqualität in die Richtlinien der EU
- Initiierung von Studien zum wirtschaftlichen Mehrwert durch Architekturqualität.

Bislang fanden drei internationale Treffen mit unterschiedlichen Schwerpunkten statt, zunächst in Paris am 10. und 11. Juli 2000, anschließend in Rom am 13. November 2000 und zuletzt in Stockholm am 15. und 16. Mai 2001.